# Pentelophus concolor
Pentelophus concolor är en stekelart som först beskrevs av Szepligeti 1900.  Pentelophus concolor ingår i släktet Pentelophus och familjen brokparasitsteklar. Inga underarter finns listade i Catalogue of Life.